# Xã Francis, Quận Burleigh, Bắc Dakota
Xã Francis (tiếng Anh: Francis Township) là một xã thuộc quận Burleigh, tiểu bang Bắc Dakota, Hoa Kỳ. Năm 2010, dân số của xã này là 26 người.